# La història de Cuba lliure
La història de Cuba lliure és una sèrie documental que retrata la història de Cuba des de l’època colonial fins als nostres dies. La sèrie de vuit capítols es va publicar a Netflix l’11 de desembre de 2015.
Per a La història de Cuba lliure, es van entrevistar més de 50 experts internacionals a Cuba i testimonis contemporanis, tant partidaris com opositors de Fidel Castro i del seu predecessor Fulgencio Batista. Entre ells, hi ha l'ex cap d’intel·ligència de Cuba, Juan Antonio Rodríguez Menier, i el cap de l’Amèrica Llatina del KGB, Nikolai Leonov, el company de Che Guevara, Dariel Alarcón, i l'agent de la CIA, Félix Rodríguez, l'ex-amant de Fidel Castro, Marita Lorenz, i el seu antic guardaespatlles Carlos Calvo, fillastre del cap de la màfia Meyer Lansky, El famós novel·lista cubà Leonardo Padura i l'últim cap d'Estat de la RDA i amic personal dels germans Castro, Egon Krenz.

## Episodis
| Número de capítol | Títol original                   | Títol en anglès        | Títol en català                      | Argument | Data original d'emissió | Data d'emissió en català |
| ----------------- | -------------------------------- | ---------------------- | ------------------------------------ | --- | ----------------------- | ------------------------ |
| 1                 | Sklaverei und Freiheitskampf     | Breaking Chains        | Trencant cadenes                     | Des del descobriment de Cristòfor Colom, Cuba ha estat sempre cobejada i governada pels grans imperis del món. La lluita de Cuba per la llibertat va ser llarga i cruenta, i finalment es va guanyar amb l'ajuda dels Estats Units d'Amèrica, que a canvi encara són propietaris de la base militar de Guantánamo a l'illa fins als nostres dies. | 11 de desembre de 2015  | 5 de desembre de 2016    |
| 2                 | Zuckerboom und Dollarrausch      | War and Sugar          | Guerra i sucre                       | Fins i tot com a colònia espanyola, Cuba vivia principalment de dos productes d’exportació: el tabac i, sobretot, el sucre. L’or blanc va fer que Cuba fos insubstituïble per als Estats Units a principis del segle XX (durant la Primera Guerra Mundial, Cuba es va convertir en el país més ric del món a causa del seu sucre) i es va sumir en una profunda crisi. Per salvar Cuba de lliscar-se al comunisme, els EUA van donar suport a un jove sergent anomenat Fulgencio Batista, que es va convertir en el dictador militar de Cuba. | 11 de desembre de 2015  | 5 de desembre de 2016    |
| 3                 | Mafiabosse und Putschisten       | Gangster's Paradise    | Un paradís per als gàngsters         | A partir de mitjans de la dècada de 1930, l'economia en auge i la burocràcia corrupta a Cuba van atraure no només inversors nord-americans, sinó també criminals. El rei dels jocs d’atzar, Meyer Lansky, va prendre el poder als casinos i cases de joc de l’illa. Poc a poc, el joc, la corrupció i la delinqüència van esdevenir una part integral de la vida quotidiana cubana. Un jove estudiant de dret anomenat Fidel Castro es va rebel·lar contra això i va atacar la base militar de Moncada amb un grup de persones afins. | 11 de desembre de 2015  | 6 de desembre de 2016    |
| 4                 | Diktatur und Revolution          | Gangster's Paradise    | Una revolució sense ordre ni concert | Després del fracassat atac a la caserna de Moncada, Fidel Castro era a la presó. La seva revolució havia fracassat abans que comencés realment. Però, contràriament a les expectatives, el dictador de Cuba, Batista, va alliberar el seu adversari Castro. Aquest es va exiliar a Mèxic i va reunir al seu voltant una nova força rebel. Un revolucionari argentí anomenat Ernesto "Che" Guevara també se li va unir. En el segon intent de revolució, la majoria d'ells van ser arrestats o assassinats immediatament després d'aterrar. Però aquesta vegada no es van rendir, van continuar lluitant durant anys. L'1 de gener de 1959, el dictador Batista va fugir de l'illa. Fidel Castro es va traslladar victoriosament a l'Havana i va establir la seva seu de govern a l'Hotel Hilton. | 11 de desembre de 2015  | 6 de desembre de 2016    |
| 5                 | Schweinebucht und neue Liebe     | Making Heroes          | L'hora dels herois                   | Mentre Fidel Castro i el seu “Moviment 26 de juliol” alliberaren Cuba de l’odiat règim de Batista, els Estats Units observaren amb molta preocupació la creixent influència comunista a l’illa. El govern dels Estats Units i les seves agències d'intel·ligència estaven convençuts que Cuba era en camí de convertir-se en un lloc avançat de la Unió Soviètica. El president John F. Kennedy organitzaria la invasió de la Badia de Cochinos. L’objectiu era derrocar el govern revolucionari. | 11 de març de 2016      | 7 de desembre de 2016    |
| 6                 | Rubel und Raketen                | Of Soviets and Saviors | De soviets i salvadors               | Després que Castro veiés els EUA com el seu principal enemic, la Unió Soviètica es convertí en el seu aliat lògic i més important. Els soviètics enviaren armes nuclears a l'illa i portaren el món al límit de la guerra nuclear. Una conseqüència de la crisi seria l'assassinat de John F. Kennedy, per part d'un simpatitzant de Castro. | 11 de març de 2016      | 7 de desembre de 2016    |
| 7                 | Militärmacht und Drogensumpf     | Secrets and Sacrifices | Secrets i sacrificis                 | El destí de Cuba dependria del desenvolupament del comunisme a tot el món. El final de la Guerra Freda canvià dràsticament els aliats de Cuba: el desenvolupament tingué greus conseqüències per a la Cuba de Castro i portà l’illa a la vora de la fam. | 11 de març de 2016      | 8 de desembre de 2016    |
| 8                 | Staatswillkür und ferne Hoffnung | Moments of Transition  | Moments de transició                 | Fidel Castro va lliurar el poder al seu germà Raúl. Sota el seu govern, Cuba es mogué i establí noves relacions amb els Estats Units. Cuba i els EUA obriren les seves missions diplomàtiques, i l'embargament contra Cuba es posà en qüestió. Com seria a partir de llavors el futur de l’illa del Carib? | 11 de març de 2016      | 8 de desembre de 2016    |